# Villabuena (Soria)
Villabuena es una localidad de la provincia de Soria, partido judicial de Soria, comunidad autónoma de Castilla y León, España. Pueblo de la Comarca de Soria que pertenece al municipio de Golmayo.

## Geografía
Esta pequeña población de la comarca de Soria está ubicada en el centro  de la provincia de Soria, al oeste de la capital, en los Altos de Zorraquín que coinciden con la divisoria de aguas, en la cuenca del Duero, entre las cuencas de los ríos Avión y Mazos, bañada por el río Izana al sur de la sierra de Cabrejas y al norte de la sierra de Hinodejo.
Al oeste de la localidad nace el Arroyo de la Nava que baña la ermita de la Virgen de Inodejo.

## Historia
El censo de Pecheros de 1528, en el que no se contaban eclesiásticos, hidalgos y nobles, registraba la existencia de 50 pecheros, es decir unidades familiares que pagaban impuestos.
A la caída del Antiguo Régimen la localidad se constituye en municipio constitucional en la región de Castilla la Vieja, partido de Soria  que en el censo de 1842 contaba con 81 hogares y 330 vecinos.
A finales del siglo XX este municipio desaparece porque se integra en Golmayo, contaba entonces con 61 hogares y 270 habitantes.

## Geografía humana

### Demografía
| Gráfica de evolución demográfica de Villabuena entre 1842 y 1960 |
| |
| Población de derecho según los censos de población del INE Población de hecho según los censos de población del INEEntre el censo de 1970 y el anterior, este municipio desaparece porque se integra en el municipio 42095 (Golmayo) |

En el año 1981 contaba con 100 habitantes, concentrados en el núcleo principal, pasando a 63 habitantes (INE 2006) y a 50 en  2018.
Su ayuntamiento se halla agrupado al de Golmayo. 

### Economía
La base de su economía es el trigo, cebada, avena, girasol y la ganadería lanar y bovina.

## Lugares de interés
- Iglesia parroquial de San Miguel, románica.
- Ermita de San Bartolomé, antigua iglesia del mismo nombre del despoblado de Rueda según algunos autores o de San Bartolomé para otros, actual Villamuerta. Incluido en la Lista Roja del Patrimonio realizada por la asociación Hispania Nostra.
- Ermita de Santa Eulalia, antigua iglesia del mismo nombre del despoblado de La Velilla. Incluido en la Lista Roja del Patrimonio realizada por la asociación Hispania Nostra.
- Ermita del Santo.